# Estação Saint-Michel (Metrô de Montreal)
A Estação Saint-Michel é uma das estações do Metrô de Montreal, situada em Montreal, ao lado da Estação D'Iberville. É uma das estações terminais da Linha Azul.
Foi inaugurada em 16 de junho de 1986. Localiza-se no Boulevard St-Michel. Atende o distrito de Villeray–Saint-Michel–Parc-Extension.